# بيلي جورج
بيلي جورج (بالإنجليزية: Billy George)‏ (29 يونيو 1874 المملكة المتحدة - 4 ديسمبر 1933 برمنغهام المملكة المتحدة) هو لاعب كرة قدم بريطاني سابق كان يلعب كحارس مرمى.